# Molophilus (Molophilus) sparus
Molophilus (Molophilus) sparus is een tweevleugelige uit de familie steltmuggen (Limoniidae). De soort komt voor in het Nearctisch gebied.